# 쓰야마시
쓰야마시(일본어: 津山市)는 일본 주고쿠 지방 동부, 오카야마현 북부에 있는 시이다.
오카야마현 북쪽의 미마사카 지방 및 쓰야마 도시권의 중심 도시이며 현내 제3의 도시이다. 쓰야마번의 성시에서 발달한 도시로 시가지는 구 도마타군에 포함된다. 시 전체는 가쓰타군·구메군·도마타군 등 3개 군에 걸친다.

## 지리
북부·서부는 주고쿠 산지, 동부는 미마사카 대지, 남부는 기비 고원에 둘러싸인 쓰야마 분지를 형성하고 있다.

### 인접한 자치체
- 오카야마현
  - 마니와시
  - 도마타군 가가미노정
  - 가쓰타군 쇼오정·나기정
  - 구메군 미사키정
- 돗토리현
  - 돗토리시
  - 야즈군 지즈정

## 인구
| 연도                          | 인구    | ±%    |
| ----------------------------- | ------- | ----- |
| 1950                          | 113,575 | —     |
| 1955                          | 113,938 | +0.3% |
| 1960                          | 108,977 | −4.4% |
| 1965                          | 103,637 | −4.9% |
| 1970                          | 101,015 | −2.5% |
| 1975                          | 103,527 | +2.5% |
| 1980                          | 106,684 | +3.0% |
| 1985                          | 110,542 | +3.6% |
| 1990                          | 112,386 | +1.7% |
| 1995                          | 113,617 | +1.1% |
| 2000                          | 111,499 | −1.9% |
| 2005                          | 110,569 | −0.8% |
| 2010                          | 106,525 | −3.7% |
| 2015                          | 103,746 | −2.6% |
| 2020                          | 99,937  | −3.7% |
| Tsuyama population statistics |         |       |

## 기후
| 쓰야마시의 기후                                              | 쓰야마시의 기후 | 쓰야마시의 기후 | 쓰야마시의 기후 | 쓰야마시의 기후 | 쓰야마시의 기후 | 쓰야마시의 기후 | 쓰야마시의 기후 | 쓰야마시의 기후 | 쓰야마시의 기후 | 쓰야마시의 기후 | 쓰야마시의 기후 | 쓰야마시의 기후 | 쓰야마시의 기후 |
| 월                                                           | 1월             | 2월             | 3월             | 4월             | 5월             | 6월             | 7월             | 8월             | 9월             | 10월            | 11월            | 12월            | 연간            |
| ------------------------------------------------------------ | --------------- | --------------- | --------------- | --------------- | --------------- | --------------- | --------------- | --------------- | --------------- | --------------- | --------------- | --------------- | --------------- |
| 역대 최고 기온 °C (°F)                                       | 17.9 (64.2)     | 22.5 (72.5)     | 25.8 (78.4)     | 30.4 (86.7)     | 32.9 (91.2)     | 36.1 (97.0)     | 37.4 (99.3)     | 38.4 (101.1)    | 36.6 (97.9)     | 30.7 (87.3)     | 24.9 (76.8)     | 19.9 (67.8)     | 38.4 (101.1)    |
| 일평균 최고 기온 °C (°F)                                     | 7.8 (46.0)      | 9.2 (48.6)      | 13.4 (56.1)     | 19.5 (67.1)     | 24.2 (75.6)     | 26.9 (80.4)     | 30.4 (86.7)     | 32.0 (89.6)     | 27.7 (81.9)     | 21.9 (71.4)     | 15.7 (60.3)     | 9.9 (49.8)      | 19.9 (67.8)     |
| 일일 평균 기온 °C (°F)                                       | 2.5 (36.5)      | 3.4 (38.1)      | 6.8 (44.2)      | 12.4 (54.3)     | 17.5 (63.5)     | 21.5 (70.7)     | 25.3 (77.5)     | 26.3 (79.3)     | 22.2 (72.0)     | 16.0 (60.8)     | 9.7 (49.5)      | 4.5 (40.1)      | 14.0 (57.2)     |
| 일평균 최저 기온 °C (°F)                                     | −1.4 (29.5)     | −1.1 (30.0)     | 1.4 (34.5)      | 6.1 (43.0)      | 11.6 (52.9)     | 17.0 (62.6)     | 21.6 (70.9)     | 22.3 (72.1)     | 18.1 (64.6)     | 11.2 (52.2)     | 5.1 (41.2)      | 0.4 (32.7)      | 9.4 (48.9)      |
| 역대 최저 기온 °C (°F)                                       | −12.8 (9.0)     | −11.1 (12.0)    | −9.7 (14.5)     | −5.1 (22.8)     | −0.6 (30.9)     | 6.1 (43.0)      | 11.4 (52.5)     | 11.4 (52.5)     | 5.7 (42.3)      | −0.6 (30.9)     | −5.5 (22.1)     | −8.9 (16.0)     | −12.8 (9.0)     |
| 평균 강수량 mm (인치)                                        | 52.2 (2.06)     | 59.3 (2.33)     | 99.7 (3.93)     | 116.1 (4.57)    | 148.5 (5.85)    | 185.1 (7.29)    | 238.3 (9.38)    | 127.9 (5.04)    | 170.5 (6.71)    | 99.0 (3.90)     | 60.8 (2.39)     | 56.1 (2.21)     | 1,416 (55.75)   |
| 평균 강수일수 (≥ 0.5 mm)                                     | 9.9             | 10.3            | 11.3            | 10.5            | 10.8            | 12.4            | 13.4            | 10.3            | 11.0            | 8.2             | 8.4             | 9.6             | 125.7           |
| 평균 상대 습도 (%)                                           | 79              | 76              | 72              | 69              | 71              | 77              | 81              | 78              | 78              | 79              | 81              | 82              | 77              |
| 평균 월간 일조시간                                           | 114.9           | 121.3           | 160.2           | 185.3           | 195.7           | 145.0           | 144.5           | 180.2           | 146.6           | 154.1           | 121.1           | 111.5           | 1,779           |
| 출처: 일본 기상청 (평년값: 1991년~2020년, 극값: 1943년~현재) |                 |                 |                 |                 |                 |                 |                 |                 |                 |                 |                 |                 |                 |

## 역사

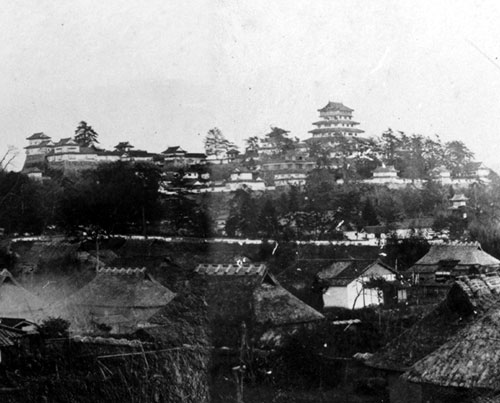
쓰야마성의 옛 모습

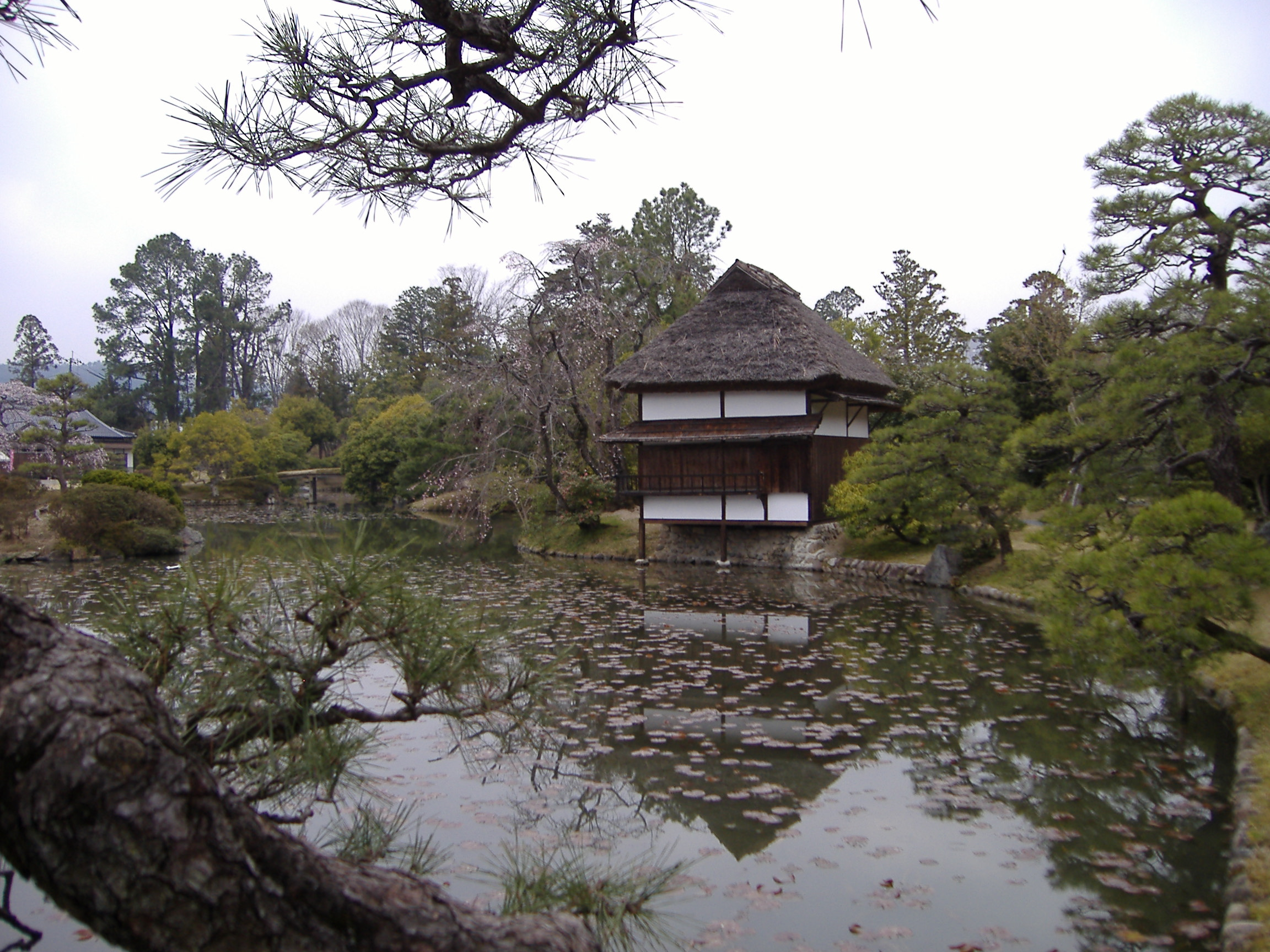
슈라쿠엔

- 713년 - 비젠국에서 미마사카국을 분리해 쓰야마 지역에 국부가 놓였다.
- 1332년 - 고다이고 천황이 인노쇼에 머물렀다.
- 1554년 - 나카야마 신사(쓰야마시)를 거점으로 무로마치 시대 농민 폭동이 일어났다.
- 1603년 - 모리 다다마사가 18만 6500석의 쓰야마번을 설립하였다.
- 1616년 - 쓰야마성이 축성되었다.
- 1675년 - 모리 나가쓰구가 슈라쿠엔의 축조를 시작하였다.
- 1698년 - 모리씨의 제봉에 의해 마쓰다이라 노부토미가 10만 석으로 쓰야마에 입봉하였다.
- 1871년 - 폐번치현으로 쓰야마는 쓰야마현의 현청 소재지가 되었다.
- 1876년 - 오카야마현에 편입되었다.
- 1889년 4월 1일 - 정촌제 시행으로 쓰야마정이 성립하였다.
- 1929년 2월 11일 - 도마타군 쓰야마정·쓰야마히가시정·니시토마다촌·니노미야촌·인노쇼촌, 구메군 후쿠오카촌 등 2정 4촌이 합병해 쓰야마시가 성립하였다.
- 1938년 5월 21일 - 쓰야마 연쇄 살인 사건이 발생하였다. 현재의 쓰야마시 지역인 니시카모촌에서 한 남성이 주민 30명을 살해한 후 자살하였다.
- 1941년 - 도마타군 히가시토마다촌, 구메군 사라야마촌을 편입하였다.
- 1954년 - 도마타군 다노무라촌·이치노미야촌·다카다촌·간바촌·다카쿠라촌·다카노촌, 가쓰타군 가와베촌·오사키촌·히로노촌·다키오촌 등 10개 촌을 편입하였다.
- 2005년 2월 28일 - 도마타군 가모정·아바촌, 가쓰타군 쇼보쿠정, 구메군 구메정을 편입하였다.

## 교통

### 도로
- 주고쿠 자동차도
- 국도 제53호선
- 국도 제179호선
- 국도 제181호선
- 국도 제374호선 (일본)(일본어판)
- 국도 제429호선 (일본)(일본어판)

### 철도
- 서일본 여객철도
  - 기신선
  - 인비선
  - 쓰야마선

## 주요 인물
- 오다기리 조(小田切 譲)

## 같이 보기
- 쓰야마 사건